# Anne-Catherine de Ligniville

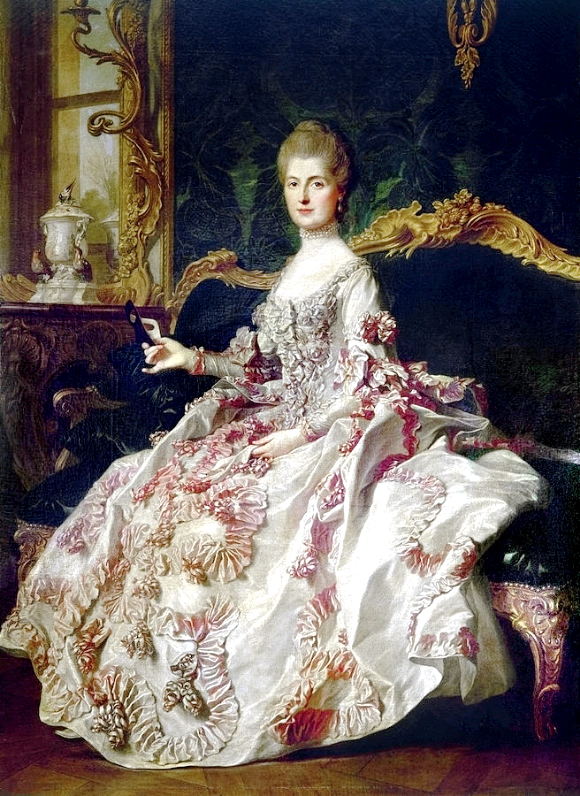
Anne-Catherine de Ligniville (door Louis-Michel van Loo)

Anne-Catherine (Minette) de Ligniville (Nancy, 23 juli 1722 – Auteuil, 12 augustus 1800) was de echtgenote van de Franse filosoof Claude Adrien Helvétius en zij hield na zijn dood een salon voor verlichte denkers.
De Ligniville was van adel maar omdat zij kwam uit een gezin van 21 kinderen kon zij niet hopen op een bruidsschat. Zij werd opgenomen in het huishouden van haar tante Françoise de Graffigny die in Parijs een salon hield. Daar leerde zij Helvétius kennen, een heel vermogend man, die behalve fermier-général ook filosoof was. Zij huwden in 1751, vestigden zich in het kasteel van Voré in Bourgondië en kregen twee kinderen. In hun woning in de rue Saint-Anne van Parijs hield het echtpaar een salon waar het kruim van de Franse verlichters te vinden was. 
Na de dood van Helvétius in 1771 vestigde De Ligniville zich met haar twee dochters in het landelijke Auteuil buiten Parijs (op een adres dat later verstedelijkte en 59 rue d'Auteuil kwam te heten). Ze bleef een levendig salon houden dat ook wel de Société d'Auteuil werd genoemd. Onder de vaste gasten waren Malesherbes, Turgot, Talleyrand, dokter Cabanis, mevrouw en mijnheer Roland, de uitgever Panckoucke en de jonge Chateaubriand, voorts haar buurvrouwen Sophie de Condorcet en Olympe de Gouges, en ook de Amerikanen Thomas Jefferson en Benjamin Franklin. Met die laatste stond ze op intieme voet, maar zijn huwelijksaanzoek wees ze af. In 1798-1799 was de jonge generaal Napoleon Bonaparte drie keer te gast. Abigail Adams, de echtgenote van John Adams, beschreef in haar briefwisseling haar afkeer van de in haar ogen vrijpostige en platvloerse manieren van Minette de Ligniville. 
De Ligniville overleefde de Franse Revolutie en overleed op 78-jarige leeftijd.